# Dicepolia munroealis
Dicepolia munroealis là một loài bướm đêm trong họ Crambidae.